# Holothuria stellati
Holothuria stellati is een zeekomkommer uit de familie Holothuriidae.
De wetenschappelijke naam van de soort werd in 1824 gepubliceerd door Stefano Delle Chiaje.